# Maison d'Abraham
Pour les articles homonymes, voir Maison d'Abraham (Israël).
La Maison d’Abraham, maison à colombages du XVIe siècle, est située au croisement de la rue de la République et de la rue Jean-Cousin à Sens. Elle est classée monument historique, et est l'un des derniers témoins remarquables de l'architecture en pan-de-bois sénonaise de la Renaissance.

## Histoire
La maison était destinée à un tanneur, Nicolas Mégissier. En effet, un cartouche gravé confirmerait la profession du propriétaire avec la représentation de couteaux à double manche.
Elle porte aussi le nom de «Maison des Quatre Vents», ce qui explique sa position à un carrefour (on la trouve aussi dans certains textes sous le nom de «Maison des torches»). Il faut savoir que le nom actuel, «Maison d'Abraham», résulte d'une erreur d'interprétation qui remonte au moins au début du XIXe siècle, car Théodore Tarbé dans son Histoire de Sens, publiée en 1838, écrit: « on remarque une maison dont l'angle présente un ouvrage de charpenterie des plus singuliers. Le poteau qui est au coin est sculpté et représente la généalogie de Notre Seigneur, depuis Abraham jusqu'à la Sainte Vierge ». 
Cette maison a inspiré Gustave Flaubert dans son roman L’Éducation sentimentale.
Elle est classée au titre des monuments historiques en 1923.
La maison d'Abraham a bien failli disparaître lorsque, dans les années 1970, un camion la percute.
Entre 2005 et 2008, elle a reçu des artistes venus exposer leurs œuvres, et, en 2012, un projet de rénovation intérieur est proposé.

## Architecture
La Maison d'Abraham fait partie du style de la Renaissance et est un témoignage de l'architecture en pans de bois.
Cette dernière est ornée, dans l'angle, d'un pilier sculpté qui a fait sa réputation : le poteau cornier sur lequel l'Arbre de Jessé est sculpté, représentant la Vierge et huit rois d'Israël. Elle comporte aussi un cartouche.